# روبرتو پریرا
روبرتو مکسیمیلیانو پرِیرا (اسپانیایی: Roberto Pereyra‎؛ زادهٔ ۷ ژانویهٔ ۱۹۹۱) یک بازیکن فوتبال اهل آرژانتین است.
وی همچنین در تیم ملی فوتبال آرژانتین بازی کرده‌است.
پریرا که در سال ۲۰۱۴ به صورت قرضی از اودینزه به یوونتوس پیوسته بود، در سال ۲۰۱۵ با این تیم، قرارداد دائمی امضا کرد که تا سال ۲۰۱۹ اعتبار دارد. هزینه انتقال او ۱۴ میلیون یورو اعلام شد. او در اولین فصل برای یووه ۵۲ بازی انجام داد و موفق به فتح لیگ و جام حذفی ایتالیا شد.